# Río Carún
Ne doit pas être confondu avec le Karun d'Iran.
Le río Carún est une rivière du Venezuela et un affluent du río Paraguá. 

## Géographie
Il descend du versant septentrional de la sierra Pacaruina, près de la frontière du Brésil, coule vers le nord à travers l'État de Bolívar et se jette dans le río Paraguá, non loin du village de Boca de Carún, dans la municipalité de La Paragua.

## Hydrologie
Son régime hydrologique est dit pluvial équatorial.